# Vulgichneumon heleiobatos
Vulgichneumon heleiobatos är en stekelart som först beskrevs av Porter 1964.  Vulgichneumon heleiobatos ingår i släktet Vulgichneumon och familjen brokparasitsteklar. Inga underarter finns listade i Catalogue of Life.